# 米ソ海洋境界画定協定
米ソ海洋境界画定協定（べいそかいようきょうかいかくていきょうてい、Agreement between the United States of America and the Union of Soviet Socialist Republics on the maritime boundary）は、1990年6月1日にアメリカ合衆国とソビエト連邦との間で調印された両国の海洋境界に関する協定である。
アメリカ合衆国上院は1991年9月16日に承認したが、ソビエト連邦（およびその後継国家であることを宣言したロシア連邦）側では未だに議会下院の承認が得られていない。しかし、事実上の米露海洋境界はこの協定に従って設定されている。
この協定は、1867年3月18日（ユリウス暦）/3月30日（グレゴリオ暦）にロシア帝国とアメリカ合衆国との間で結ばれたアラスカ購入に関する条約で規定された海洋境界を再確認するものである。この協定に署名したソ連外相エドゥアルド・シェワルナゼとアメリカ国務長官ジェイムズ・ベイカーにちなんで、この海洋境界線をベイカー・シェワルナゼ線、この協定をベイカー・シェワルナゼ協定ともいう。
協定第2条においては、「海洋境界は、北緯65度30分、西経168度58分37秒の点から始まり、北側は、ベーリング海峡及びチャクチ海を通って北極海に至る西経168度58分37秒の経線に沿って、国際法上
認められる限りまで延びる。」と定められている。また、同じ地点から南西方向に向かって、指定された87箇所の座標を測地線で結んだものとして設定されている。この海洋境界線の東側（アメリカ側）で、アメリカの沿岸から200海里を超え、ソ連の沿岸から200海里以内の海域を「東側特別区域」とし、国際法の下でソ連が排他的経済水域として行使できる権利をアメリカに譲る。海洋境界線の西側についても「西側特別区域」としてその逆の規定を設けている。

## 歴史
アメリカ合衆国がロシア帝国からアラスカを購入したことにより、両国間に海洋境界が設定された。買収条約では、ダイオミード諸島より北については「2つの島の中間点を通る経線」と厳密に規定されていたが、それより南については、当時国家の海洋権益が3海里以内に制限されていたため、ベーリング海を海洋境界とするとのみ規定されていた。1982年に採択された「海洋法に関する国際連合条約」で200海里の排他的経済水域が導入されたことにより、両国の排他的経済水域が接することになり、海洋境界画定問題が急務となった。また、境界線は地図上の直線であることを意図していたが、メルカトル図法と等角写像のどちらの地図投影を使用するかについては合意していなかった。この結果、約15,000平方海里の海洋境界画定紛争区域が発生した。
1990年の協定では、両国の200海里線の間の差を分割し、200海里以内で海洋境界線を越えた区域は相手に権利を譲る「特別区域」(special area)を導入した。ベーリング海の海洋境界画定紛争地域の大部分は、アメリカに帰属することで合意された。アメリカ議会はすぐにこの協定を批准したが、ソ連最高会議は1991年末の崩壊までに批准しなかった。ロシア国内では、ゴルバチョフとシェワルナゼが合意を急ぎ、ロシアの漁業権などの海洋権益を譲ったことを批判し、再交渉が主張されている。アメリカは、1990年の協定が確かに両国の海洋境界であるという「一般国家実行」の証拠を積み上げるために、協定で規定された海洋境界を侵犯するロシア漁船に対する取り締まりを続けている。